# Wilhelm I xứ Hessen
Wilhelm I, Tuyển hầu xứ Hessen (tiếng Đức: Wilhelm I., Kurfürst von Hessen;  3 tháng 6 năm 1743 - 27 tháng 2 năm 1821) là Phong địa bá tước cuối cùng của Bá quốc Hessen-Kassel với tước hiệu Wilhelm IX, và là Tuyển hầu đầu tiên của xứ Hessen với tước hiệu Wilhelm I. Ông là con trai lớn nhất còn sống của Phong địa Bá tước Friedrich II xứ Hessen-Kassel và Mary của Đại Anh, con gái của George II của Đại Anh và Caroline xứ Ansbach.
Năm 1803, Đệ nhất Tổng tài Napoleon Bonaparte thực hiện tái tổ chức các lãnh thổ dưới ảnh hưởng của Đệ Nhất Cộng hòa Pháp sau thắng lợi trước phe Liên minh do Áo đứng đầu. Wilhelm do đó đã được nâng lên địa vị Tuyển hầu xứ Hessen. Tuy nhiên, sau khi lên ngôi, năm 1807, Hoàng đế Napoleon I đã cho sát nhập hầu hết các lãnh địa Hessen (gồm cả Bá quốc Hessen-Kassel) vào Vương quốc Westphalia mới được ông thành lập và giao cho em trai út của mình Jérôme Bonaparte. Gia đình của Wilhelm vì vậy đã phải sống lưu vong tại Vương quốc Đan Mạch cho đến khi Napoleon I thất bại trong Trận Leipzig năm 1813, Wilhelm mới được phục hồi được lãnh địa Hessen-Kassel. Tuy vậy, ông vẫn giữ lại tước vị Tuyển đế hầu cho dù Đế chế La Mã Thần thánh đã giải thể từ năm 1806, và không còn hoàng đế nào để bầu chọn nữa.
Việc Wilhelm bổ nhiệm Mayer Amschel Rothschild làm Hoffaktor trong triều đình Bá quốc Hessen-Kassel đã tạo cơ hội cho Gia tộc Rothschild tích luỹ tài sản, đây được xem là tiền đề để cho gia tộc này trở thành những chủ ngân hàng quyền lực nhất thế giới. 
Tướng Áo, Nam tước Julius Jacob von Haynau, vốn được mệnh danh là "Hổ Habsburg" trong quân đội của Đế quốc Áo, là một trong hơn 20 người con ngoài giá thú của Wilhelm I với 3 người tình.

## Cuộc sống đầu đời

Huy hiệu của Wilhelm với tư cách là nhiếp chính của Bá quốc Hanau

Wilhelm sinh ngày 03/06/1743 tại Kassel, thủ phủ của Bá quốc Hessen-Kassel, thuộc Đế chế La Mã Thần thánh. Ông là con trai thứ hai, nhưng là con trai lớn nhất còn sống sót của Bá tử Friedrich xứ Hessen-Kassel và Mary của Đại Anh. Ông có 2 người em trai: Karl và Friedrich.
Cuộc hôn nhân của cha mẹ ông không hạnh phúc, người cha Friedrich đã từ bỏ truyền thống Tin Lành của gia tộc để chuyển sang Công giáo vào năm 1749 và năm 1755, Friedrich cũng đã chính thức huỷ bỏ cuộc hôn nhân với vợ mình. Ông nội của Wilhelm là Wilhelm VIII xứ Hessen-Kassel đã cắt vùng Hanau mới dành được để làm lãnh địa thái ấp cho con dâu và các cháu trai của mình. Trên thực tế thì Wilhelm trẻ tuổi đã trở thành lãnh chúa của Bá quốc Hanau dưới quyền nhiếp chính của mẹ mình. Từ năm 1747 họ được những người thân theo đạo Tin Lành ủng hộ và chuyển đến Đan Mạch. Ở đó họ sống với chị gái của Mary là Louisa của Đại Anh, và gia đình của cô ấy; Louise qua đời vào năm 1751.

## Hôn nhân
Vào ngày 1 tháng 9 năm 1764, Wilhelm kết hôn với người em họ đời đầu của mình, Vương nữ Wilhelmina Caroline của Đan Mạch và Na Uy (1747–1820), là con gái thứ hai còn sống của Frederik V của Đan Mạch. Họ kết hôn tại Cung điện Christiansborg và cư trú trong hai thập kỷ chủ yếu ở Đan Mạch.
Năm 1785, họ chuyển đến Kassel khi Wilhelm kế vị cha mình. Trong suốt cuộc đời của cha mình, Wilhelm đã tiếp nhận Bá quốc Hanau, phía nam lãnh thổ Hesse gần Frankfurt, với tư cách là người kế vị các thân vương mới tuyệt tự. Người dân Hanau không muốn có một người cai trị theo Công giáo.
Em trai của Wilhelm là Karl vào năm 1766 đã kết hôn với một người em họ đời đầu khác của họ là Vương nữ Louise của Đan Mạch.

## Cai trị

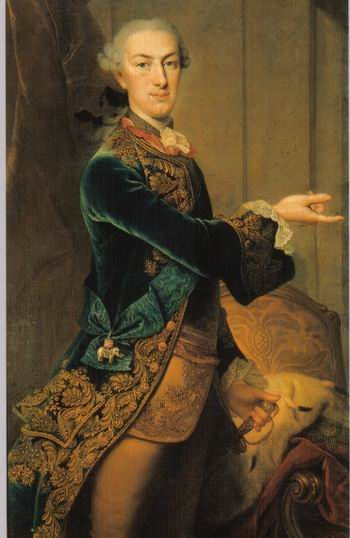
Wilhelm là Công tử kế thừa của Hessen-Kassel, được vẽ bởi Carl Gustaf Pilo vào khoảng năm 1770

Xu bạc: 1 thaler Bá quốc Hessen-Kassel với mặt trước là chân dung của Wilhelm IX

Sau cái chết của cha mình vào ngày 31 tháng 10 năm 1785, Wilhelm tiếp nhận ngai vàng và lấy hiệu là Wilhelm IX, Bá tước xứ Hessen-Kassel. Người ta nói rằng ông đã thừa kế một trong những khối tài sản lớn nhất châu Âu vào thời điểm đó.
Wilhelm tìm kiếm sự giúp đỡ trong việc quản lý điền trang của mình. Ông đã thuê Mayer Amschel Rothschild làm "Hoffaktor" vào năm 1769, để giám sát hoạt động của các điền trang và việc thu thuế. Sự giàu có của các điền trang của Wilhelm đã mang lại cuộc sống tốt đẹp cho gia đình Rothschild và cho họ những mối quan hệ bền chặt; ông đã thành lập triều đại gia tộc Rothschild, và đưa nó trở thành gia tộc hàng đầu trong lĩnh vực tài chính và ngân hàng ở châu Âu. Mặc dù họ đã quen biết nhau từ năm 1775, Wilhelm IX đã không chính thức chỉ định Rothschild làm người giám sát của mình cho đến năm 1801.
Những tài sản ban đầu của gia tộc Rothschild được tạo ra thông qua sự kết hợp giữa trí thông minh tài chính và sự giàu có của Bá tước Wilhelm. Trong Chiến tranh Napoleon, Wilhelm đã sử dụng Frankfurt của Rothschild để che giấu tài sản của mình khỏi Napoleon. Số tiền này sau đó được chuyển đến cho Nathan Mayer Rothschild ở London, nơi nó giúp hỗ trợ tài chính cho các phong trào của Anh đến Bồ Đào Nha và Tây Ban Nha. Các nam tước ngân hàng mới nổi đã thu được lợi nhuận từ dự án này, những người đã sử dụng nó để nhanh chóng phát triển tài sản và uy tín của họ ở châu Âu và Anh. Không lâu sau, sự giàu có của người nhà Rothschild đã vượt xa sự giàu có của ân nhân họ là Wilhelm xứ Hesse-Kassel.
Năm 1803, Bá tước Wilhelm được trao phong cách His Royal và Serene Highness với tước hiệu Tuyển hầu xứ Hessen.Bởi vì Wilhelm không gia nhập Liên bang Rhein và huy động một phần quân đội của mình hỗ trợ Pháp khi bắt đầu Chiến tranh Pháp-Phổ năm 1806, thay vào đó ông đã tuyên bố đất nước của mình trung lập, Hoàng đế Napoléon đã nổi giận chiếm đóng Tuyển hầu xứ Hessen. Ngày 1 tháng 11 năm 1806, quân đội Pháp xâm chiếm Kassel. Lãnh địa của ông đã bị Vương quốc Westphalia sáp nhập, do Jérôme Bonaparte, em trai của Napoleon, cai trị. Các phần phía nam của Hessen, tức là Bá quốc Hanau-Münzenberg, ban đầu nằm dưới sự quản lý của chính phủ quân sự Pháp từ năm 1806 và thuộc về Đại công quốc Frankfurt từ 1810 đến 1813. Wilhelm đã chạy trốn sang Đan Mạch cùng gia đình và sống lưu vong ở đó cho đến khi quân Pháp bị trục xuất khỏi Đức. Sau thất bại của quân đội Napoleon trong Trận Leipzig, Wilhelm đã được phục vị vào năm 1813.
Sau khi trở về Hessen, ông bắt đầu xây dựng một cung điện đồ sộ ở Kassel, Chattenburg. Việc xây dựng đã bị dừng lại sau khi ông qua đời.
Ông là thành viên của Tugendbund, một hội kín bán Tam Điểm được thành lập sau Trận Jena–Auerstedt vào tháng 6 năm 1808 tại Königsberg.
Một số tuyển đế hầu khác của Đế chế La Mã Thần thánh đã được nâng lên hàng quốc vương tại Đại hội Viên (1815), và Wilhelm đã cố gắng đạt đến cấp bậc này bằng cách tự xưng là Vua của Chatti. Tuy nhiên, các cường quốc châu Âu đã từ chối công nhận danh hiệu này tại Đại hội Aix-la-Chapelle (1818) và thay vào đó trao cho ông danh hiệu đại công tước với phong cách "Royal Highness". Cho rằng danh hiệu Tuyển đế hầu có phẩm giá cao hơn danh hiệu Đại công tước, nên Wilhelm đã chọn vẫn là Tuyển đế hầu, mặc dù không còn Hoàng đế La Mã Thần thánh nào để bầu nữa. Hessen-Kassel vẫn là Tuyển hầu cho đến khi bị Vương quốc Phổ sáp nhập vào năm 1866.
Ông cai trị Kassel cho đến khi qua đời vào năm 1821. Người kế vị ông là con trai ông, Wilhelm II xứ Hessen.

## Hậu duệ

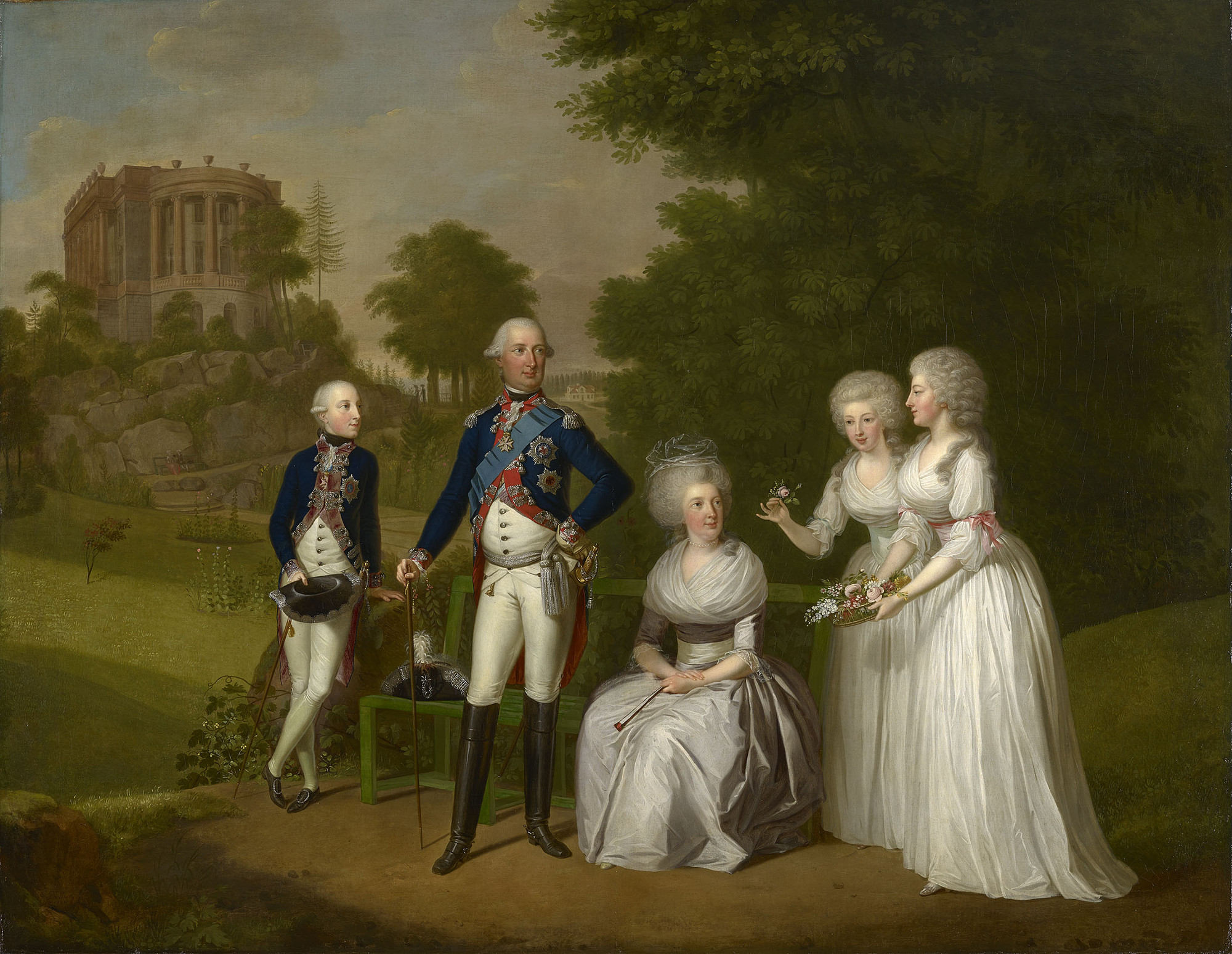
Wilhelm I, vợ ông, Wilhelmine Caroline và những người con còn sống của họ: Wilhelm, Marie Friederike và Karoline Amalie

Wilhelm và Wilhelmina Caroline của Đan Mạch có với nhau 4 người con:
- Bá nữ Marie Friederike (14 tháng 9 năm 1768 – 17 tháng 4 năm 1839), kết hôn với Alexius Friedrich Christian xứ Anhalt-Bernburg vào ngày 29 tháng 11 năm 1794, ly hôn năm 1817.
- Bá nữ Karoline Amalie (11 tháng 7 năm 1771 – 22 tháng 2 năm 1848), kết hôn với August xứ Sachsen-Gotha-Altenburg vào ngày 24 tháng 4 năm 1802. Không có con.
- Bá tử Friedrich (8 tháng 8 năm 1772 – 20 tháng 7 năm 1784), mất khi còn nhỏ
- Bá tử Wilhelm (28 tháng 7 năm 1777 – 20 tháng 11 năm 1847), người kế vị trở thành vị tuyển đế hầu đời thứ 2.

Wilhelm có một số tình nhân và là cha của hơn 20 người con ngoài giá thú được công nhận, cung cấp một số phương tiện tài chính cho mỗi người.
Với người tình chính thức đầu tiên của mình, Charlotte Christine Buissine (1749-?), họ có 4 người con:
- Wilhelm von Heimrod (16 tháng 7 năm 1775 – 6 tháng 1 năm 1811).
- Karl von Heimrod (19 tháng 7 năm 1776 – 13 tháng 5 năm 1827), kết hôn với Charlotte von Stockhausen (1781–1855) vào năm 1803; họ có 7 người con.
- Friedrich von Heimrod (9 tháng 8 - 30 tháng 10 năm 1777), mất khi còn nhỏ.
- Friedrich von Heimrod (1778 – 3 tháng 9 năm 1813); ông có ít nhất một người con trai.

Với người tình chính thức thứ hai của mình, Rosa Dorothea Ritter (1759–1833), họ có với nhau 8 người con:
- Wilhelm Karl von Haynau (24 tháng 12 năm 1779 – 21 tháng 1 năm 1856), kết hôn lần đầu với Karoline von Schack (mất năm 1807) vào năm 1803; họ có 2 người con. Kết hôn lần thứ hai với Luise Sophie Buderus von Carlshausen (1787–1813) vào năm 1808; họ có 2 người con. Kết hôn lần thứ ba với Sophie Friederike von Lengerke (1798–1820) vào năm 1818; không có người con nào được biết đến sống đến tuổi trưởng thành. Kết hôn lần thứ tư với Elisabeth Freiin von Trott zu Solz (1793–1844) vào năm 1822; họ có 3 người con gái.
- Georg Wilhelm von Haynau (27 tháng 2 năm 1781 – tháng 2 năm 1813), kết hôn với Charlotte Sophie von Wildungen (1782–1858) năm 1808; họ có 3 người con.
- Philipp Ludwig von Haynau (18 tháng 5 năm 1782 – 5 tháng 6 năm 1843), kết hôn với Wilhelmine von Zeppelin (1791–1872) năm 1821; họ có 2 đứa con.
- Wilhelmine von Haynau (20 tháng 7 năm 1783 – 27 tháng 5 năm 1866), kết hôn với Karl Frhr von Hanstein (1771–1861) năm 1801; họ có 9 người con.
- Moritz von Haynau (4 tháng 7 năm 1784 – 9 tháng 9 năm 1812), kết hôn với Anna Auguste von Wurmb (1789–1872) năm 1809; họ có 2 cô con gái.
- Marie Sophie Agnes Philippine Auguste von Haynau (11 tháng 9 năm 1785 – 21 tháng 4 năm 1865), kết hôn với Wilhelm Freiherr von Wintzingerode (1782–1819) năm 1805; họ có một con trai.
- Julius Jacob von Haynau (14 tháng 10 năm 1786 – 14 tháng 3 năm 1853), kết hôn với Theresia Weber von Treuenfels (1787–1851) năm 1808; họ có 1 cô con gái.
- Otto xứ Hanau (12 tháng 6 năm 1788 – trước ngày 24 tháng 5 năm 1792), qua đời khi còn nhỏ.

Với người tình chính thức thứ ba và cuối cùng, Karoline von Schlotheim (1766–1847), họ có với nhau 13 người con: 
- Wilhelm Friedrich von Hessenstein (23 tháng 6 năm 1789 – 26 tháng 4 năm 1790), chết khi còn nhỏ.
- Wilhelm Karl von Hessenstein (19 tháng 5 năm 1790 – 22 tháng 3 năm 1867), kết hôn với Angel ika von Osten-Sacken (1802–1852) năm 1820; họ có 1 cô con gái.
- Ferdinand von Hessenstein (19 tháng 5 năm 1791 – 15 tháng 12 năm 1794), mất khi còn nhỏ.
- Karoline Frederike Auguste von Hessenstein (9 tháng 6 năm 1792 – 21 tháng 8 năm 1797), mất khi còn nhỏ.
- Auguste Wilhelmine von Hessenstein (22 tháng 8 năm 1793 – 1 tháng 6 năm 1795), mất khi còn nhỏ.
- Ludwig Karl von Hessenstein (11 tháng 8 năm 1794 – 17 tháng 11 năm 1857), Auguste von Pückler (21 tháng 9 năm 1794 - 8 tháng 11 năm 1861).
- Friederike von Hessenstein (16 tháng 10 năm 1795 – 13 tháng 9 năm 1845), kết hôn với Wilhelm von Steuber (Kassel, 29 tháng 12 năm 1790 - Kassel, 6 tháng 7 năm 1845) vào năm 1824; họ có 3 đứa con.
- Wilhelm Ludwig Georg von Hessenstein (28 tháng 7 năm 1800 – 16 tháng 1 năm 1836), kết hôn với Luise von dem Bussche-Hünnefeld (27 tháng 3 năm 1804 – 21 tháng 5 năm 1829) năm 1827; họ có 1 con trai. Kết hôn lần thứ hai Karoline Wolff von Gudenburg (11 tháng 2 năm 1812 – 20 tháng 8 năm 1836) năm 1831; họ có 2 con trai.
- Friedrich Ludwig von Hessenstein (8 tháng 2 năm 1803 – 8 tháng 9 năm 1805), mất khi còn nhỏ.
- Karoline von Hessenstein (16 tháng 2 năm 1804 – 18 tháng 3 năm 1891), kết hôn với Karl von Stenglin (12 tháng 8 năm 1791 – 15 tháng 3 năm 1871) năm 1822; họ có 6 người con.
- Đứa con chết lưu (1805)
- Đứa con chết lưu (1806)
- Con trai chết lưu (1807 tại Itzehoe)
- Từ mối quan hệ với Marianne Wulffen, Johann Heinrich Resse đã ra đời (1760, Kassel, Hessen), cha của kỹ sư người Đức gốc Bồ Đào Nha nổi tiếng, Đại tá João Guilherme Resse.[9]

## Tổ tiên
| \| \| \| \| \| \| \| \| \| \| \| 8. Karl I xứ Hessen-Kassel \| \| \| \| \| \| \| \| \| \| \| \| \| \| \| \| \| \| \| \| \| \| \| \| \| \| \| \| \| \| \| \| \| \| \| \| \| \| \| \| \| \| \| \| \| \| \| \| \| \| \| 4. Wilhelm VIIIxứ Hessen-Kassel \| \| \| \| \| \| \| \| \| \| \| \| \| \| \| \| \| \| \| \| \| \| \| \| \| \| \| \| \| \| \| \| \| \| \| \| \| \| \| \| \| \| \| \| \| \| \| \| \| \| \| \| \| \| \| \| \| \| \| \| 9. Maria Amalia xứ Courland \| \| \| \| \| \| \| \| \| \| \| \| \| \| \| \| \| \| \| \| \| \| \| \| \| \| \| \| \| \| \| \| \| \| \| \| \| \| \| \| \| \| \| \| \| \| \| \| \| \| \| \| \| \| \| \| \| \| \| \| 2. Friedrich II xứ Hessen-Kassel \| \| \| \| \| \| \| \| \| \| \| \| \| \| \| \| \| \| \| \| \| \| \| \| \| \| \| \| \| \| \| \| \| \| \| \| \| \| \| \| \| \| \| \| \| \| \| \| \| \| \| \| \| \| \| \| \| \| \| \| 10. Moritz Wilhelm xứ Sachsen-Zeitz \| \| \| \| \| \| \| \| \| \| \| \| \| \| \| \| \| \| \| \| \| \| \| \| \| \| \| \| \| \| \| \| \| \| \| \| \| \| \| \| \| \| \| \| \| \| \| \| \| \| \| \| \| \| \| \| \| \| \| \| 5. Dorothea Wilhelmine xứ Sachsen-Zeitz \| \| \| \| \| \| \| \| \| \| \| \| \| \| \| \| \| \| \| \| \| \| \| \| \| \| \| \| \| \| \| \| \| \| \| \| \| \| \| \| \| \| \| \| \| \| \| \| \| \| \| \| \| \| \| \| \| \| \| \| 11. Marie Amalie xứ Brandenburg \| \| \| \| \| \| \| \| \| \| \| \| \| \| \| \| \| \| \| \| \| \| \| \| \| \| \| \| \| \| \| \| \| \| \| \| \| \| \| \| \| \| \| \| \| \| \| \| \| \| \| \| \| \| \| \| \| \| \| \| 1. Wilhelm I, Tuyển hầu xứ Hessen \| \| \| \| \| \| \| \| \| \| \| \| \| \| \| \| \| \| \| \| \| \| \| \| \| \| \| \| \| \| \| \| \| \| \| \| \| \| \| \| \| \| \| \| \| \| \| \| \| \| \| \| \| \| \| \| \| \| \| \| 12. George I của Anh \| \| \| \| \| \| \| \| \| \| \| \| \| \| \| \| \| \| \| \| \| \| \| \| \| \| \| \| \| \| \| \| \| \| \| \| \| \| \| \| \| \| \| \| \| \| \| \| \| \| \| \| \| \| \| \| \| \| \| \| 6. George II của Anh \| \| \| \| \| \| \| \| \| \| \| \| \| \| \| \| \| \| \| \| \| \| \| \| \| \| \| \| \| \| \| \| \| \| \| \| \| \| \| \| \| \| \| \| \| \| \| \| \| \| \| \| \| \| \| \| \| \| \| \| 13. Sophia Dorothea xứ Celle \| \| \| \| \| \| \| \| \| \| \| \| \| \| \| \| \| \| \| \| \| \| \| \| \| \| \| \| \| \| \| \| \| \| \| \| \| \| \| \| \| \| \| \| \| \| \| \| \| \| \| \| \| \| \| \| \| \| \| \| 3. Mary của Đại Anh \| \| \| \| \| \| \| \| \| \| \| \| \| \| \| \| \| \| \| \| \| \| \| \| \| \| \| \| \| \| \| \| \| \| \| \| \| \| \| \| \| \| \| \| \| \| \| \| \| \| \| \| \| \| \| \| \| \| \| \| 14. Johann Friedrich xứ Brandenburg-Ansbach \| \| \| \| \| \| \| \| \| \| \| \| \| \| \| \| \| \| \| \| \| \| \| \| \| \| \| \| \| \| \| \| \| \| \| \| \| \| \| \| \| \| \| \| \| \| \| \| \| \| \| \| \| \| \| \| \| \| \| \| 7. Caroline xứ Ansbach \| \| \| \| \| \| \| \| \| \| \| \| \| \| \| \| \| \| \| \| \| \| \| \| \| \| \| \| \| \| \| \| \| \| \| \| \| \| \| \| \| \| \| \| \| \| \| \| \| \| \| \| \| \| \| \| \| \| \| \| 15. Eleonore Erdmuthe xứ Sachsen-Eisenach \| \| \| \| \| \| \| \| \| \| \| \| \| \| \| \| \| \| \| \| \| \| \| \| \| \| \| \| \| \| \| \| \| \| \| \| \| \| \| \| \| \| \| |                                             |  |  |  |  |  |  |  |  |                            |  |  |  |
| |                                             |  |  |  |  |  |  |  |  | 8. Karl I xứ Hessen-Kassel |  |  |  |
| |                                             |  |  |  |  |  |  |  |  |                            |  |  |  |
| |                                             |  |  |  |  |  |  |  |  |                            |  |  |  |
| |                                             |  |  |  |  |  |  |  |  |                            |  |  |  |
| | 4. Wilhelm VIIIxứ Hessen-Kassel             |  |  |  |  |  |  |  |  |                            |  |  |  |
| |                                             |  |  |  |  |  |  |  |  |                            |  |  |  |
| |                                             |  |  |  |  |  |  |  |  |                            |  |  |  |
| |                                             |  |  |  |  |  |  |  |  |                            |  |  |  |
| | 9. Maria Amalia xứ Courland                 |  |  |  |  |  |  |  |  |                            |  |  |  |
| |                                             |  |  |  |  |  |  |  |  |                            |  |  |  |
| |                                             |  |  |  |  |  |  |  |  |                            |  |  |  |
| |                                             |  |  |  |  |  |  |  |  |                            |  |  |  |
| | 2. Friedrich II xứ Hessen-Kassel            |  |  |  |  |  |  |  |  |                            |  |  |  |
| |                                             |  |  |  |  |  |  |  |  |                            |  |  |  |
| |                                             |  |  |  |  |  |  |  |  |                            |  |  |  |
| |                                             |  |  |  |  |  |  |  |  |                            |  |  |  |
| | 10. Moritz Wilhelm xứ Sachsen-Zeitz         |  |  |  |  |  |  |  |  |                            |  |  |  |
| |                                             |  |  |  |  |  |  |  |  |                            |  |  |  |
| |                                             |  |  |  |  |  |  |  |  |                            |  |  |  |
| |                                             |  |  |  |  |  |  |  |  |                            |  |  |  |
| | 5. Dorothea Wilhelmine xứ Sachsen-Zeitz     |  |  |  |  |  |  |  |  |                            |  |  |  |
| |                                             |  |  |  |  |  |  |  |  |                            |  |  |  |
| |                                             |  |  |  |  |  |  |  |  |                            |  |  |  |
| |                                             |  |  |  |  |  |  |  |  |                            |  |  |  |
| | 11. Marie Amalie xứ Brandenburg             |  |  |  |  |  |  |  |  |                            |  |  |  |
| |                                             |  |  |  |  |  |  |  |  |                            |  |  |  |
| |                                             |  |  |  |  |  |  |  |  |                            |  |  |  |
| |                                             |  |  |  |  |  |  |  |  |                            |  |  |  |
| | 1. Wilhelm I, Tuyển hầu xứ Hessen           |  |  |  |  |  |  |  |  |                            |  |  |  |
| |                                             |  |  |  |  |  |  |  |  |                            |  |  |  |
| |                                             |  |  |  |  |  |  |  |  |                            |  |  |  |
| |                                             |  |  |  |  |  |  |  |  |                            |  |  |  |
| | 12. George I của Anh                        |  |  |  |  |  |  |  |  |                            |  |  |  |
| |                                             |  |  |  |  |  |  |  |  |                            |  |  |  |
| |                                             |  |  |  |  |  |  |  |  |                            |  |  |  |
| |                                             |  |  |  |  |  |  |  |  |                            |  |  |  |
| | 6. George II của Anh                        |  |  |  |  |  |  |  |  |                            |  |  |  |
| |                                             |  |  |  |  |  |  |  |  |                            |  |  |  |
| |                                             |  |  |  |  |  |  |  |  |                            |  |  |  |
| |                                             |  |  |  |  |  |  |  |  |                            |  |  |  |
| | 13. Sophia Dorothea xứ Celle                |  |  |  |  |  |  |  |  |                            |  |  |  |
| |                                             |  |  |  |  |  |  |  |  |                            |  |  |  |
| |                                             |  |  |  |  |  |  |  |  |                            |  |  |  |
| |                                             |  |  |  |  |  |  |  |  |                            |  |  |  |
| | 3. Mary của Đại Anh                         |  |  |  |  |  |  |  |  |                            |  |  |  |
| |                                             |  |  |  |  |  |  |  |  |                            |  |  |  |
| |                                             |  |  |  |  |  |  |  |  |                            |  |  |  |
| |                                             |  |  |  |  |  |  |  |  |                            |  |  |  |
| | 14. Johann Friedrich xứ Brandenburg-Ansbach |  |  |  |  |  |  |  |  |                            |  |  |  |
| |                                             |  |  |  |  |  |  |  |  |                            |  |  |  |
| |                                             |  |  |  |  |  |  |  |  |                            |  |  |  |
| |                                             |  |  |  |  |  |  |  |  |                            |  |  |  |
| | 7. Caroline xứ Ansbach                      |  |  |  |  |  |  |  |  |                            |  |  |  |
| |                                             |  |  |  |  |  |  |  |  |                            |  |  |  |
| |                                             |  |  |  |  |  |  |  |  |                            |  |  |  |
| |                                             |  |  |  |  |  |  |  |  |                            |  |  |  |
| | 15. Eleonore Erdmuthe xứ Sachsen-Eisenach   |  |  |  |  |  |  |  |  |                            |  |  |  |
| |                                             |  |  |  |  |  |  |  |  |                            |  |  |  |
| |                                             |  |  |  |  |  |  |  |  |                            |  |  |  |